# وولنو-سوخاروو
وولنو-سوخاروو (انگلیسی: Volno-Sukharevo) یک شهرک در شهرستان اوفیمسکی استان باشقیرستان کشور روسیه است.